# 鼠毛菊
鼠毛菊（学名：Epilasia hemilasia）为菊科鼠毛菊属的植物。分布在乌兹别克斯坦、哈萨克斯坦、伊朗、阿富汗以及中国大陆的新疆等地，多生长在粘土地、沙地以及草地，目前尚未由人工引种栽培。

## 别名
腰毛果，环子苣，腰毛鼠毛菊